# Іваскі
І́васкі (ест. Ivaski küla) — село в Естонії, у волості Пиг'я-Сакала повіту Вільяндімаа.

## Населення
Чисельність населення на 31 грудня 2011 року становила 65 осіб.

## Історія
З 19 грудня 1991 до 1 листопада 2005 року село входило до складу волості Вастемийза, з 1 листопада 2005 до 21 жовтня 2017 року — волості Сууре-Яані.

## Видатні особи
В Іваскі народився художник Йоганн Келер (1826—1899), лідер естонського національного пробудження. На хуторі Луб'яссааре (Lubjassaare), де пройшло його дитинство, існує будинок-музей художника.